# Строителите на съвременна България
„Строителите на съвременна България“ е книга на българския публицист и дипломат Симеон Радев написана в периода 1910 – 1911 година и посветена на изграждането на Третата българска държава. В трите ѝ тома подробно са разгледани политиката, историята, икономиката и задкулисните интриги в първите няколко десетилетия след Освобождението.

## Събития
В мащабния си труд Радев описва следните събития от живота на младата българска държава: Берлинския конгрес и последвалото от него раздробяване на Санстефанска България, избирането на Александър Батенберг за български княз, изработването на Търновската конституция, борбите между консерватори и либерали, разцеплението на последните, суспендиранито на конституцията от страна на княза, подготовката и осъществяването на Съединението на Княжество България и Източна Румелия, Сръбско-българската война, преврата срещу княз Александър I, възстановяването му на трона с помощта на Стефан Стамболов и абдикацията му, сформирането на регентството и неговите дипломатически усилия да съхрани независимостта на България, русофилските бунтове в Русе и Силистра и тяхното потушаване.

## Личности
В „Строителите на съвременна България“ Симеон Радев прави психологически портрети на множество личности, изиграли важна роля в българската история: Стефан Стамболов, Петко Каравелов, Драган Цанков, княз Александър I Батенберг, Захари Стоянов, Гаврил Кръстевич, Васил Радославов, Анастас Бендерев, Радко Димитриев, Васил Друмев и други. Сред чуждестранните държавници, на които Радев прави характеристика, са крал Милан I Обренович, император Александър III и генерал Каулбарс. В послеслова „Как замислих и написах „Строителите на съвременна България“ (1964 г.) авторът признава, че негова гордост са именно тези портрети. За него характерът и личните подбуди са от особено значение за правилното разбиране на мотивите, направляващи държавници, политици и военни. Тези портрети обаче са и предмет на някои спорове относно обективността на автора. Ето някои негови оценки:
- Петко Каравелов – „У Каравелов това безволие – да си послужим с една руска дума – се съпровождаше с ефимерни пориви на енергия, с жестове на човек, който ей сега ще предприеме нещо страшно, но всичко това се изпаряваше пред първата дума за практическо действие...“

- Захари Стоянов – „В неговата глава вееха най-разнообразните влияния: хайдушкият национализъм, съзаклятническата романтика, якобинството на френските революционери, утопиите на руската нихилистическа мисъл, Ботевата омраза към калугерите и чорбаджиите – всичко това, кипящо и в най-невъобразимия порядък и господствувано при все това от естествената сила на един интуитивен ум.“

- Анастас Бендерев – „Бендерев изпитваше към Русия онова абсолютно възхищение, което бяха му вдъхнали на него – беден офицер, невидял друг свят, пренесен внезапно от Горна Оряховица в Петербург – престижът на руската култура, блясъкът на руския живот, руската мощ“; „силен темперамент, личен враг на княза“.

- Радко Димитриев – „главният организатор на клетвопрестъплението“; „...неговото крайно русофилство, което не виждаше за България друго бъдеще освен като руски протекторат“.

## Документи
За написването на „Строителите...“ авторът използва богат документален материал: стенограми от заседанията на Народното събрание, протоколите на Министерския съвет, архива на външното министерство на България, сборниците с публикувани дипломатически архиви на външните министерства на Англия („Английска синя книга“) и Италия („Италианска зелена книга“), публикации в българския и европейския печат, мемоарни записки, писма.

## Свидетели
Подготвяйки книгата си, Симеон Радев се среща лично с някои от участниците в описваните от него събития. Сред тях са Иван Стоянович, генерал Данаил Николаев, генерал Анастас Бендерев, генерал Георги Вазов, Петър Димитров, Драган Цанков, Димитър Тончев, Григор Начович, Христо Попов, Александър Неклюдов, Екатерина Каравелова. Неведнъж авторът се позовава и на сведения, получени от руски дипломати при поверителни разговори.

## Отзвук
При излизането си от печат книгата „Строителите на съвременна България“ е приета с голям интерес от българската публика и с времето се утвърждава като значим труд относно историята на Третата българска държава. За качествата на този труд се изказва ласкаво Константин Иречек. Популярността на книгата се дължи също и на ефектния ѝ драматичен стил. След 9 септември 1944 г. умишлено се избягва нейното преиздаване. Причината се крие в негативното отношение на автора спрямо агресивната политика на Русия, ярко изразения му национализъм и откритата симпатия към Стефан Стамболов.

## Третият том
В спомена си „Приятелството ми с Александър Балабанов“ Симеон Радев споменава, че от 1934 г. работи по трети том на „Строителите...“. Едва през 2009 г. този том е издаден за първи път. Обхваща периода от детронирането на княз Александър I Батенберг до възшествието на княз Фердинанд на българския престол. В книгата са описани 270 лица, Симеон Радев разказва и за ролята на Русия, за което е бил и обвиняван след 9 септември 1944 г. Авторът коментира имперската роля на Русия, която е много често двойствена. В книгата са описани Стефан Стамболов и ролята му в новата българска история, както и редица други видни българи – Константин Стоилов, Радко Димитриев и много други.